# Aletris bracteata
Espèce
Classification APG III (2009)
Aletris bracteata est une espèce végétale de la famille des Liliaceae, selon la classification classique, des Nartheciaceae, selon la classification phylogénétique.